# UWC-USA
UWC-USAは、アメリカ合衆国の事業家、アーマンド・ハマーによって1982年に創設された私立の男女共学、二年間の全寮制のインターナショナル高等学校（ボーディングスクール）である。

## 概要
200人の全校生徒はおよそ80の国々から代表して選ばれてきており、16歳から19歳の生徒が集まっている。多くの生徒が全額奨学金または一部奨学金を受給しており、生徒達は世界中の155カ国のそれぞれの国際機関から選出されている。また、世界の多くの大学で入学資格として認められている国際バカロレアのカリキュラムを採用している。
国際感覚豊かな人材を育成する事を使命としている。国際バカロレアを採用している事に加え、UWC-USAは優れた芸術プログラムや山岳救助、社会奉仕のプログラムを提供している。
卒業生の多くは世界中の有名大学に進学しており、2007年のウォール・ストリート・ジャーナルでは、UWC-USAがアメリカ有名大学への優れた進学実績を有する世界のトップ２０の高等学校のひとつとして紹介している。

## UWC-USAの歴史
アーマンド・ハマー財団は１９８１年、UWC設立のためアメリカに土地を購入。1982年に既存の建物の全面的な修復がなされた。1982年から1993年まではTheodore D. Lockwoodが初代校長として就任。1993年から2005年まではPhilip O. Geierが校長として就任。2006年から2013年までは、Lisa A. H. Darlingが校長として就任。現在はThomas E. Oden が校長として就任中である。
1998年にはShelby Davisの多大な寄付金によって、UWC-USAの基金が著しく増加した。寄付金の大部分は生徒への奨学金に使われており、アメリカからの生徒は全額奨学金を保証されている。1998年の初期寄付金は4500万ドルであり、その当時としてはインターナショナル教育への個人の寄付金としては最大のものであった。また寄付金は各国のUWC卒業生のアメリカ大学進学への奨学金にも使われている。ハーバード大学やプリンストン大学、イェール大学、コロンビア大学、ブラウン大学をはじめ約９０ものアメリカの大学が奨学金の指定校となっている。

## 場所
UWC-USA はアメリカのニューメキシコ州モンテズマに位置している。サンタフェから109 km、また最寄りの空港であるアルバカーキから197 kmの場所に位置している。